# Maoribank

Maoribank est une banlieue de la ville de Upper Hutt, situé dans l’Île du Nord de la Nouvelle-Zélande.

## Situation
Elle est localisée à 2 à 3 km à l’est-nord-est du centre de la ville  de Upper Hutt.

## Population
Elle s’est principalement développée entre les années 1950 et 1970 et a actuellement une population d’un peu moins de 1 000 résidents lors du recensement de 2013 en Nouvelle-Zélande.

## Géographie
La banlieue est localisée au pied des collines de l’est de la vallée de Hutt sur une légère pente. 
On peut accéder à Maoribank à partir de la route State Highway 2/SH2 (en) par la sortie de Mangaroa Hill Road ou celle de Moeraki Road. 
Elle est bordée par la ville de Timberlea, en suivant Norana Road en remontant la colline vers le nord-est, par celle de Brown Owl en traversant la SH2 près de la station service Caltex, et par Clouston Park vers le sud-ouest en traversant Mangaroa Hill Road. 
La vallée de Mangaroa peut être atteinte en traversant Mangaroa Hill Road en passant par-dessus Mangaroa Hill dans le secteur nommé Eastern Hutt Valley Hills.

## Activités économiques
Maoribank est essentiellement une banlieue résidentielle.
Alors qu’il n’y a pas de magasins dans Maoribank, les résidents ont accès à la station service Caltex et un petit centre commercial au voisinage de Brown Owl. 
Les magasins situés dans Central Upper Hutt sont seulement à environ 2 à 3 km au-delà.

## Transports publics
Maoribank est desservie par le Te Marua commuter bus route (#112), dont le fonctionnement est assuré par la société Metlink.

## Éducation
- Maoribank school est située sur Hillside Drive et c’est la seule école de la banlieue. Elle a un taux de décile de 3 et un effectif de 68 élèves au 13 avril 2015[4].
- La plus proche des écoles secondaires est le collège d’Heretaunga (en), situé à quelque 5 km au-delà dans la ville de Trentham.

## Autres lectures
- (en)Judith A. Collins et dessins de Stephen Shadwell, Maoribank and the old Brown Owl, Upper Hutt City Council (ISBN 0-9597585-8-5) - (en) Digitised Book Archive item 64/14238 - Upper Hutt City Library.
- (en) B Welch, /documentpopup.php?catalog=64&asset=14271 Maoribank - A Local History, vers 1980, Digitised Book Archive item 64/14271 - bibliothèque de la ville d’Upper Hutt.

- New Zealand Gazetteer